# Камлес (Франция)
Камле́с (фр. Camlez, брет. Kamlez) — коммуна во Франции, находится в регионе Бретань. Департамент — Кот-д’Армор. Входит в состав кантона Трегье. Округ коммуны — Ланьон.
Код INSEE коммуны — 22028.

## География
Коммуна расположена приблизительно в 420 км к западу от Парижа, в 145 км северо-западнее Ренна, в 50 км к северо-западу от Сен-Бриё.

## Население
Население коммуны на 2016 год составляло 911 человек.
| 1962 | 1968 | 1975 | 1982 | 1990 | 1999 | 2009 | 2016 |
| ---- | ---- | ---- | ---- | ---- | ---- | ---- | ---- |
| 573  | 646  | 578  | 692  | 731  | 711  | 837  | 911  |

## Администрация
| Период | Период | Фамилия         | Партия       | Примечания |
| ------ | ------ | --------------- | ------------ | ---------- |
| 1995   | 2008   | Реми Ле Гоф     |              |            |
| 2008   |        | Пьер-Ив Друмаге | Разные левые | пенсионер  |

## Экономика
В 2007 году среди 515 человек в трудоспособном возрасте (15—64 лет) 394 были экономически активными, 121 — неактивными (показатель активности — 76,5 %, в 1999 году было 70,6 %). Из 394 активных работали 368 человек (202 мужчины и 166 женщин), безработных было 26 (8 мужчин и 18 женщин). Среди 121 неактивных 28 человек были учениками или студентами, 55 — пенсионерами, 38 были неактивными по другим причинам.

## Фотогалерея

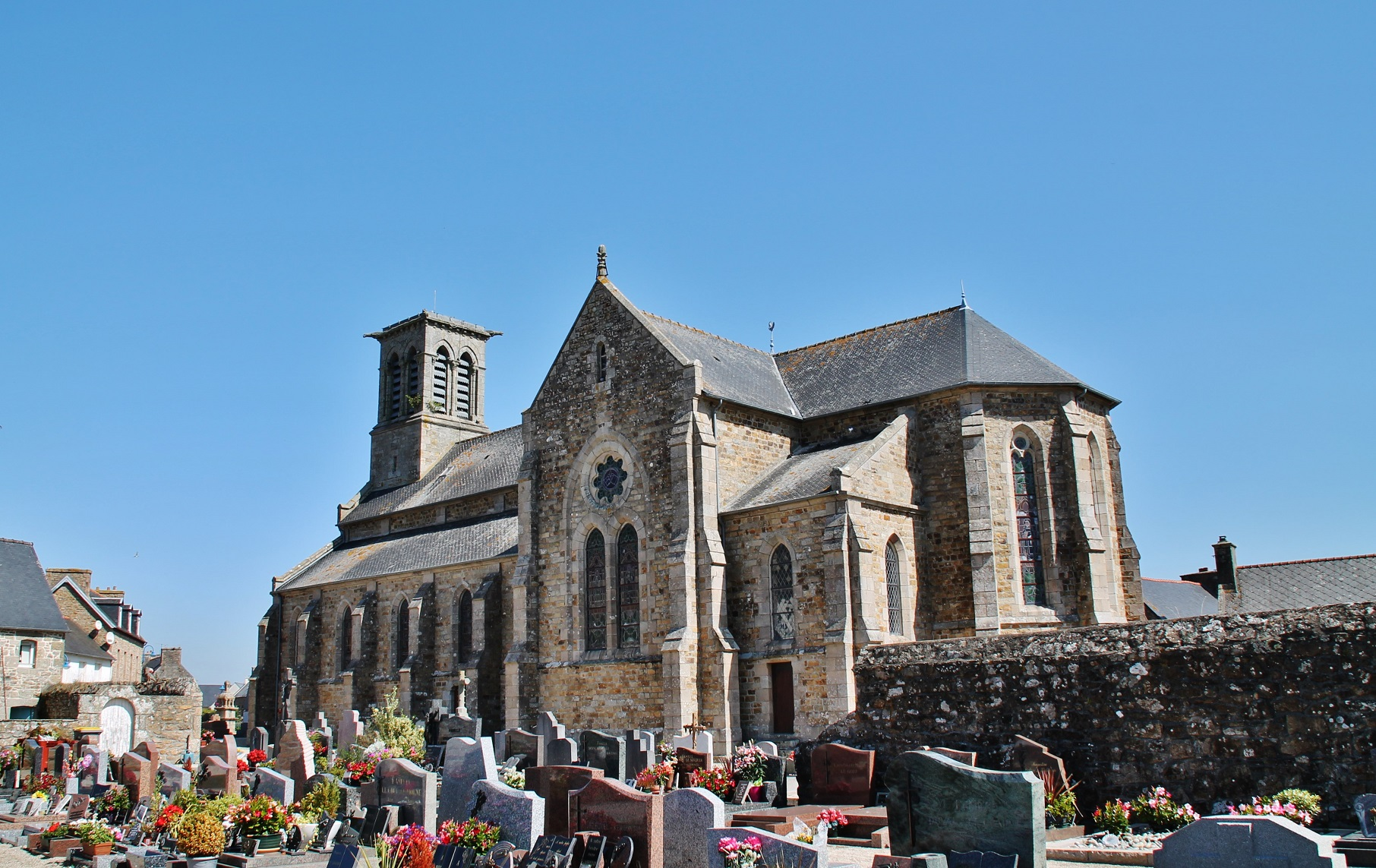
Церковь Сен-Тремёр
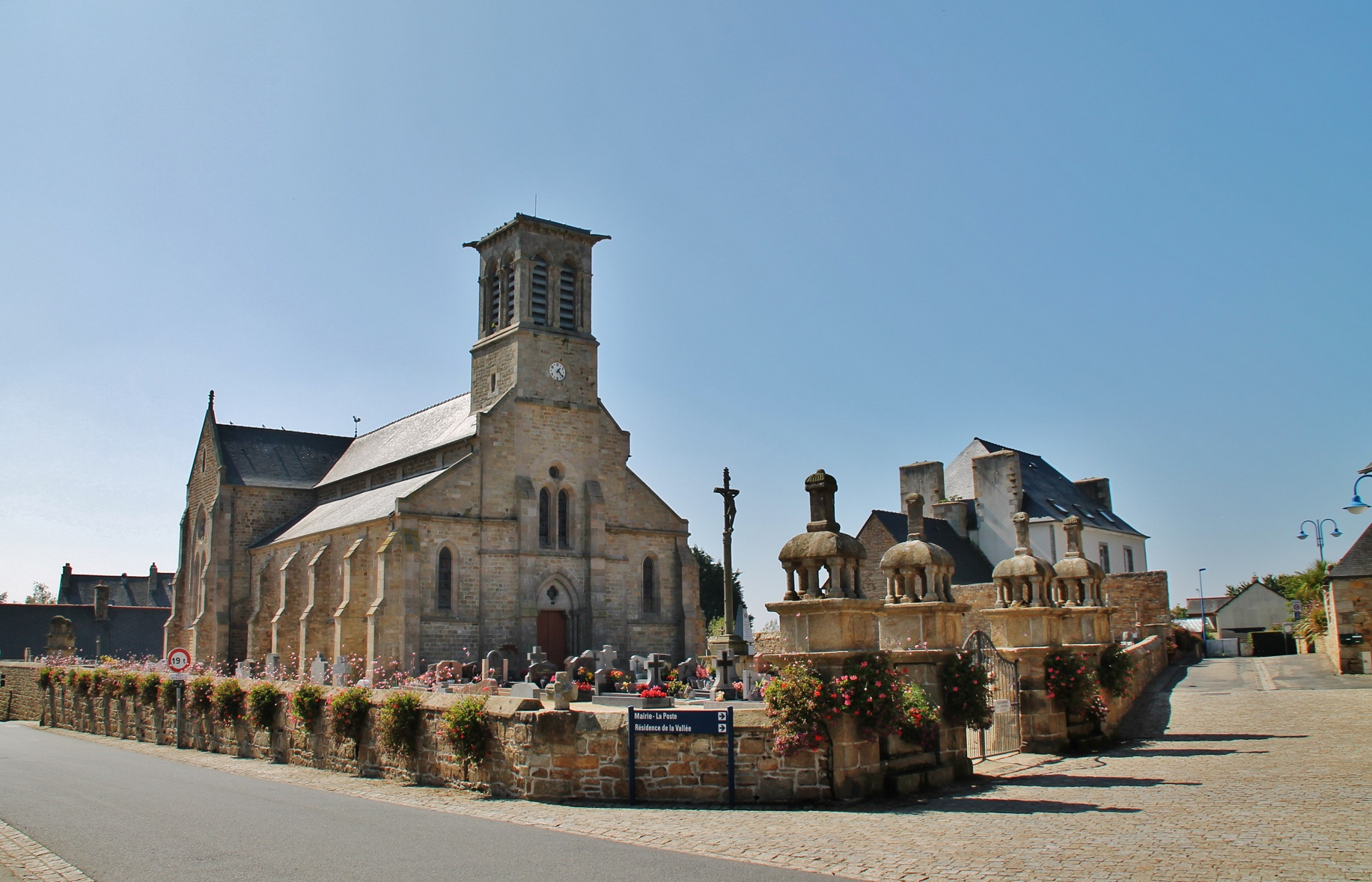
Церковь Сен-Тремёр
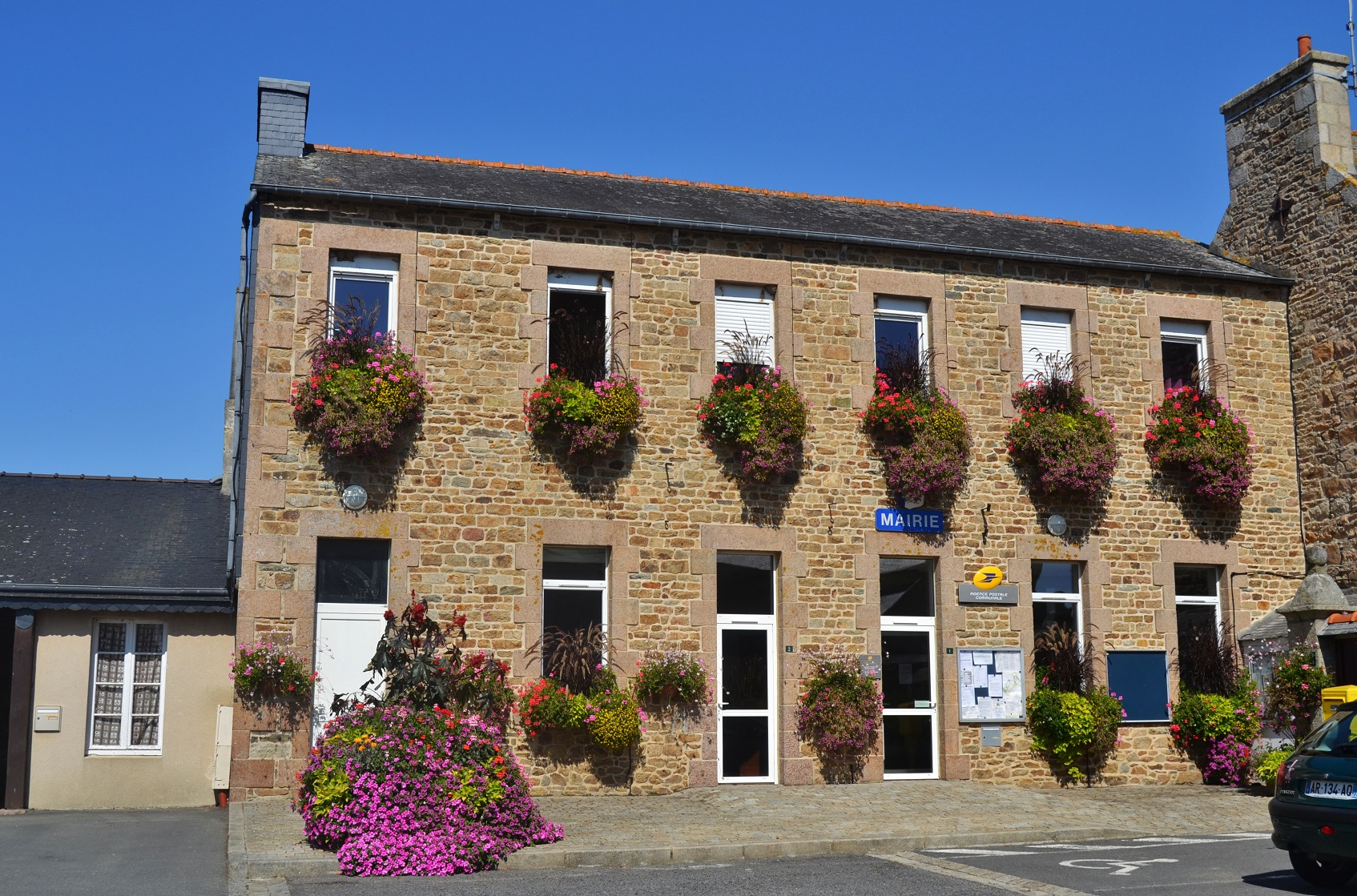
Мэрия
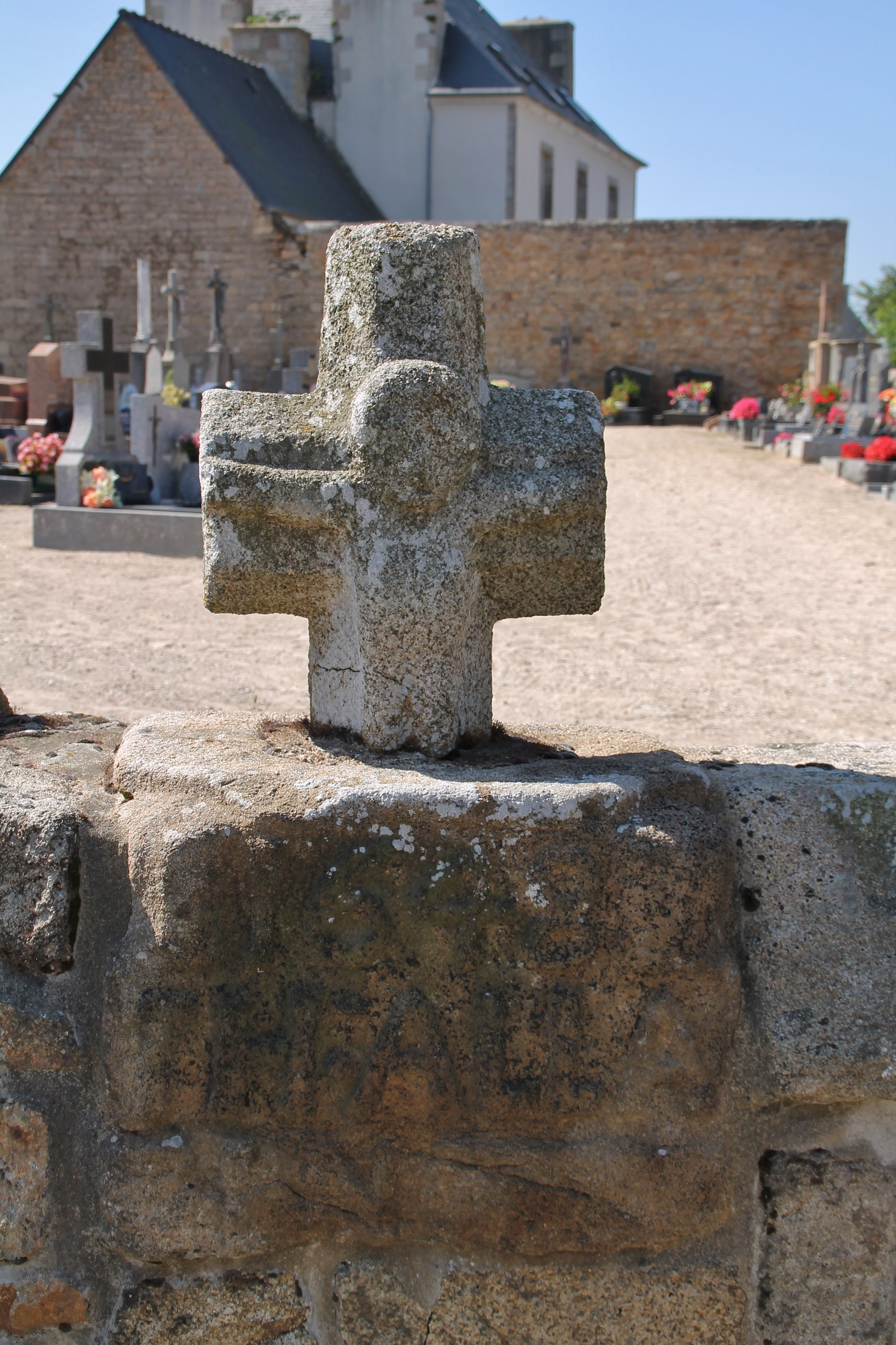
Крест на стене церкви